# Lonzay Anna
Lonzay Anna, Lonzay Annie, Pomikálsz Anna (Temes megye, 1890? – Budapest, 1926. szeptember 14.) színésznő. 

## Pályafutása
Szülei Pomikálsz Ferenc és Kunkel Margit. Pályáját 1906. szeptember 28-án a Népszínházban kezdte a San Toy c. darab Dudley szerepében; szépségével, fiatalságával csakhamar feltűnt. Innen 1909-ben Bálint Dezső a Royal Orfeumhoz szerződtette, de itteni szereplését csakhamar megunta, mire 1911-ben a Király Színházhoz hívták meg. 1914. június havától a Budapesti Színház művésznője volt; itt rövid ideig volt része a sikerekben, miután férjhez ment Gosztonyi Kálmán földbirtokoshoz és visszavonult a színpadtól. Élete végén egy budai szanatóriumban kezeltette magát makacs vesebaja miatt. Meg is operálták, de a műtét már nem tudta megmenteni az életét.

## Fontosabb szerepei
- Dudley (Jones: San Toy)
- Bessy (Jacobi V.: Leányvásár)
- Ella (Gilbert: Buksi)